# 1506 în literatură
- 1505 în literatură — 1506 în literatură — 1507 în literatură

Anul 1506 în literatură a implicat o serie de evenimente semnificative. 

## Nașteri
- 8 aprilie: Jachiam Tütschett Bifrun, jurist elvețian și reformator al limbii romanșe.

## Decese
Format:1506